# Janez Brajkovič

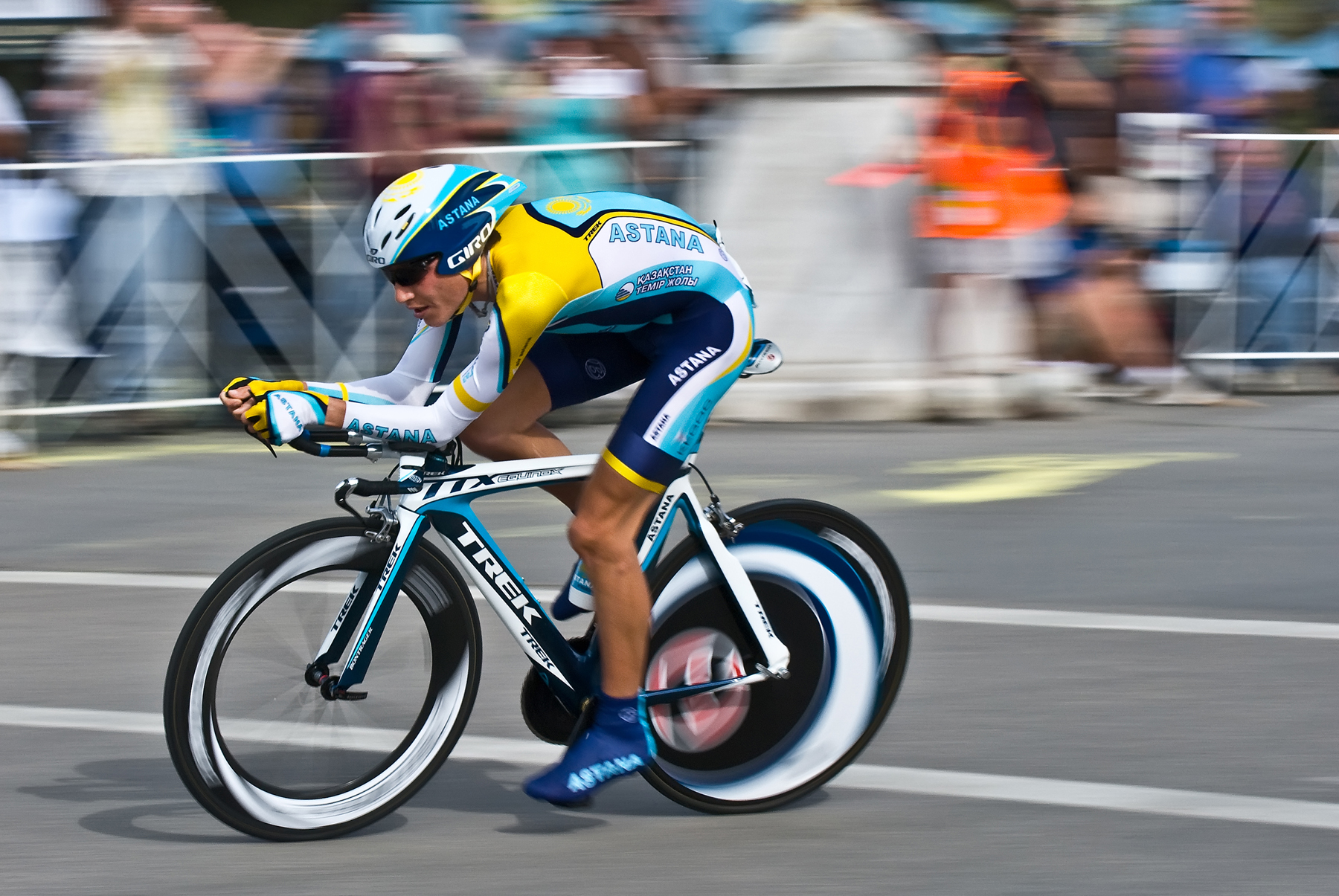
Janez Brajkovič under Tour of California 2009.

Janez Brajkovič, född 18 december 1983 i Metlika, är en slovensk professionell tävlingscyklist som blev U23-mästare i tempolopp i Verona 2004.

## Karriär
I mitten av 2005 blev Brajkovič professionell med UCI ProTour-laget Discovery Channel Pro Cycling Team. Men sedan det blev klart att Discovery Channel Pro Cycling Team skulle lägga ned sin verksamhet blev det känt att Brajkovič tänkte fortsätta sin karriär i Astana Team, liksom flera andra av hans stallkamrater från Discovery Channel Pro Cycling Team.
Egentligen skulle Brajkovič ha cyklat med Discovery Channel Pro Cycling Team under hela 2005, men då han hade kontraktproblem med sitt dåvarande lag KRKA-Adria Mobil fick han inte byta stall. Hans första professionella lopp blev Eneco Tour of the Benelux i juli där han slutade på en sjunde plats på tempoetappen. Brajkovič hjälpte också Max van Heeswijk att vinna två etapper under tävlingen. Slovenen slutade på en 20:e plats i slutställningen.
Året innan Brajkovič blev professionell, 2004, vann han världsmästerskapet för U23-cyklister i tempolopp i Verona framför favoriten Thomas Dekker och italienaren Vincenzo Nibali.
Redan under sin första säsong som professionell bar Brajkovič den guldfärgade ledartröjan i Vuelta a Espana. 
Brajkovič tog sin första proffsseger när han vann det amerikanska loppet Tour of Georgia framför amerikanen Christian Vandevelde den 22 april 2007. Han tog också hem segern i ungdomstävlingen, något som han också gjorde under tävlingen 2006.
I augusti 2008 slutade Brajkovič trea på etapp 1 av Tyskland runt. Team Columbias cyklister Linus Gerdemann och Thomas Lövkvist slutade etta respektive tvåa på etappen.
I april 2009 slutade Brajkovič tvåa på etapp 1, ett tempolopp, av Giro del Trentino bakom tysken Andreas Klöden. Brajkovic ledde tävlingen under flera etapper men på den sista etappen blev han avhängd och segern gick i stället till Ivan Basso, medan slovenen slutade tvåa. Under Giro d'Italia 2009 slutade Brajkovič på fjärde plats på etapp 12, ett tempolopp, bakom Denis Mensjov, Levi Leipheimer och Stefano Garzelli. 
Brajkovič blev slovensk nationsmästare i tempolopp under säsongen 2009. Han slutade på sjätte plats på världsmästerskapens tempolopp bakom Fabian Cancellara, Gustav Larsson, Tony Martin, Tom Zirbel och Marco Pinotti.

## Stall
- KRKA-Adria Mobil 2005
- Discovery Channel Pro Cycling Team 2005–2007
- Astana Team 2008–2009
- Team RadioShack 2010–2011
- Astana Team 2012–